# 小林啓子
小林 啓子（こばやし けいこ、1946年12月10日 - ）は、日本のフォーク歌手、ラジオパーソナリティ。

## 略歴
東京都生まれ。作家の小林信彦は従兄弟。
聖心女子学院初等科・中等科・高等科を卒業後、聖心女子学院英語専攻科在学中からプロ活動を開始。1968年（昭和43年）、TBSラジオ・MBSラジオ『雪印 チーズパーティーNo.1』のテーマソング『ふとした時に』（作詞・井上頌一／作曲・吉村英世）を、石岡宏とデュエットで発表。
1969年、キングレコードより『こわれた愛のかけら』でデビュー。同年結成されたNHKのヤング101に第一期生として加入して、NHK総合テレビジョンの音楽番組『ステージ101』に1970年1月10日の第一回放送から出演した。番組のオリジナルソングの一つである『恋人中心世界』（作詞・小平なほみ／作曲・中村八大）を歌い人気を博した。在籍中の1970年5月に発表したソロ・シングル『比叡おろし』（作詞／作曲・松岡正剛）がヒット。70年代の森山良子と並んで「日本のジョーン・バエズ」と称された。ヤング101には1971年4月まで在籍した。
1977年に発表された3作目のソロ・アルバム『ちょっと気分をかえて』は、高橋幸宏の兄で、当時小林の夫だった高橋信之のプロデュースによって制作された。
2002年（平成14年）、シャンソン歌手の石井好子や永六輔からの呼びかけもあり、約30年ぶりに音楽活動を再開した。　2004年10月22日には27年ぶりに『明日咲くつぼみに。』（ミニアルバム）を発売した。
2021年『デビュー55周年【おやすみ30年】記念コンサート』開催。

## 作品

### シングル
- こわれた愛のかけら（1969年2月）[5]
- さよならをいうまえに（1969年11月）[6]
- 比叡おろし c/w 恋人中心世界（1970年5月1日）[7]
- ひとりぼっちの午前10時（1970年9月）[8]
- のびゆく電気通信の歌[9]（1970年） - 日本電信電話公社創業100年記念。1970年10月21日に日本電信電話公社本社6階講堂にて楽曲の発表会が行われた[10]。
- こころあたり（1971年5月）[11]
- からっぽの世界（1972年）[12]
- レイルウェイ・ララバイ ～一枚の切符から～（1977年4月）[13] - 国鉄による旅行誘致キャンペーン「一枚のキップから」のTV-CMソング。
- 気分を出してもう一度（1977年9月）[14]
- ギターのように愛されたい（1983年7月25日） - 佐々木勉とのデュエット。

### アルバム
- GOLDEN FOLK JAMBOREE（1971年4月1日）[15] - ビリーバンバンとの共作。
- あげます（1971年12月）[16]
- かなしみごっこ（1972年12月25日）[17]
- ちょっと気分をかえて（1977年8月21日）
- 明日咲くつぼみに（2004年10月22日） - 3曲+カラオケ2曲収録のミニアルバム、収録曲の中の『どうして』は永六輔とのデュエット。
- 始まりでもなく 終わりでもなく（2006年9月）
- BROADWAY MARKET ～この先の歌へ～（2013年9月）
- 生きるものの歌 この先の歌へ（2015年4月）[18]

### 客演
- BUZZの1stアルバム『BUZZ』（1973年4月10日） - 『愛のナタリー』と『ウェディング・ベル・ソング』の2曲に参加。

## 出演

### ラジオ番組
- 三菱ドライビングポップス 啓子と歌おう!（1970年10月 - 1973年、TBSラジオ制作・JRN系列局ネット） - 初代パーソナリティ。
- 小林啓子 アメージング・グレース（2003年10月 - 終了年月不明、エフエムさがみ）